# حتوساس
حَتُّوساس أو حتُّوشاش هي عاصمة الحيثيين، تقع في الجزء الأوسط من تركية، على بُعد 90 ميلاً (نحو 145 كيلو متراً) إلى الشرق من أنقرة. وصفها المؤرخ اليوناني هيرودوتس، وهي اليوم قرية صغيرة تدعى بوغاز كوي.

## المصدر
- حَتُّوساس، حتُّوشاش - موسوعة المورد، منير البعلبكي، 1991